# تابش گرانشی زمینه کیهان
در کیهان‌شناسی، تابش گرانشی زمینه کیهان تابش گرانشی بازمانده از دوران تورم کیهانی است. این تابش را می‌توان به طور مستقیم، یا غیرمستقیم (با سنجش قطبیدگی تابش زمینه کیهانی) آشکار کرد. این تابش گرانشی تنها یک تریلیاردم ثانیه پس از مهبانگ آغاز شد، حال آن که تابش زمینه کیهانی حدود ۳۸۰٬۰۰۰ سال بعد، هنگامی که نخستین اتم‌ها شکل گرفتند آغاز شد.
پروژه‌های زیادی برای آشکارسازی این تابش آغاز شده‌اند، مانند LIGO, VIRGO, GEO600، TAMA.